# Тіксі (бухта)
Ті́ксі — бухта в південній частині моря Лаптєвих. Розташована на південний схід від гирла річки Лена. Ширина затоки біля входу 17 км. Довжина 21 км. Льодостав від жовтня до липня. Припливи величиною 30 см. Глибина до 11 м. Берег у північній частині складений льодом і пухкими породами.

## Географія
У бухті розташований острів Бруснєва. Від затоки Неєлова бухту в північній частині відокремлює Биковський півострів. Від моря відділяється мисами Муостах (з півночі) і Косистий (з півдня). У бухту впадає декілька невеликих річок, найбільша з яких — Сого. У західній частині бухти на березі затоки Булункан розташоване селище міського типу і порт Тіксі. У південно-східній частині, на березі затоки Сого, розташовані руїни будинків селища шахтарів під тією ж назвою. Поруч у гирлі річки Сого розташоване селище першої полярної станції Тіксінської гідрометеорологічної служби.

## Історія
Бухту вперше описав 1739 року російський полярний дослідник Дмитро Лаптєв. Тоді бухта отримала назву Губа Горіла. Пізніше її перейменовано на сучасну назву. Про зміну назви колишній начальник торгового порту Микола Васильович Зозуля в статті в газеті «Маяк Арктики» писав:
|  | 28 серпня 1878 року пустельні береги бухти «Горіла» розбудили гудки пароплавів «Вега» і «Лена». Тут мала відбутися зустріч з лоцманом, висланим О. М. Сибіряковим з Якутська. Але він затримався в дорозі. Саме тоді один з учасників експедиції, дійсний член Російського географічного товариства, гвардії лейтенант корпусу гідрографів Оскар Нордквіст, зачарований красою бухти, висловив свою думку про недоречність називання її «Горілою». Він вважав, що сама бухта ніби каже про необхідність нової зустрічі з нею. Дізналися у перекладача, як звучить на місцевому діалекті слово «зустріч» — «Тіксі». Членам експедиції і Норденшельду сподобалося це приємне, але з особливим змістовим значенням слово і бухта отримала свою нинішню назву.Оригінальний текст (рос.) 28 августа 1878 года пустынные берега бухты «Горелая» были разбужены гудками пароходов «Вега» и «Лена». Здесь должна была состояться встреча с лоцманом, высланным А. М. Сибиряковым из Якутска. Но он задержался в пути. Именно тогда один из участников экспедиции, действительный член Российского географического общества, гвардии лейтенант корпуса гидрографов Оскар Нордквист, очарованный красотой бухты, выразил своё мнение о неуместном названии её «Горелой». Он считал, что сама бухта как бы говорит о необходимости новой встречи с ней. Узнали у переводчика, как звучит на местном наречии слово «встреча» — «Тикси». Членам экспедиции и Норденшельду понравилось это приятное, но с особым смысловым значением слово и бухта получила своё нынешнее название. |

1822 року експедиція російського дослідника Петра Анжу проводила опис берега Північного Льодовитого океану від Яни до Оленька. Тоді бухту описали два помічники штурмана Ілля Бережних і Петро Ільїн. Останній писав про бухту так:
|  | Береги губи Тіксі взагалі низовинні, гори віддалені від них. За запевненням провідників, ця губа мілка і влітку лід розтає в ній як в озері. На середині є невеликий кам'янистий острів.Оригінальний текст (рос.) Берега губы Тикси вообще низменные, горы удалены от них. По уверению проводников, эта губа мелка и летом лед истаивает в ней как в озере. На середине есть небольшой каменистый остров. |

Бухта активно використовувалася в роботі арктичних експедицій Е. В. Толля і О. В. Колчака 1901—1902 років: Російської полярної експедиції та рятувальною експедицією 1902 року.

1903 року влітку Федір Матісен провів перше інструментальне знімання бухти. Дослідник писав:
Невеликий і неглибокий рейд за островом Бруснєва, я назвав рейдом пароплава «Лена», єдиного судна, яке відвідувало бухти Тіксі, крім яхти «Зоря». У позначенні інших бухт, лагун, мисів тощо я дотримувався місцевих назв, суворо зберігаючи дані першого дослідника.
1912 року в бухту зайшли криголами гідрографічної експедиції Бориса Вількицького «Таймир» і «Вайгач». Тут встановлено навігаційний знак і астрономічний пункт.
У 1919—1921 роках перша радянська арктична Усть-Ленська гідрографічна експедиція під керівництвом Федора Матісена і Миколи Євгенова обладнала Биковський фарватер, місце відстою річкових і морських суден і вхід до бухти Тіксі з боку моря і Лени.
1920 року Павло Хмизников виконав перше інструментальне знімання заток Сого і Булункан.